# Longford Town Football Club 2009

## Rosa
| N. |                    | Ruolo | Calciatore           |
| -- | ------------------ | ----- | -------------------- |
|    | Irlanda (bandiera) | P     | Danny O'Leary        |
|    | Irlanda (bandiera) | P     | Aaron Shanahan       |
|    | Irlanda (bandiera) | D     | Ray Kenny (capitano) |
|    | Irlanda (bandiera) | D     | Stephen Gough        |
|    | Irlanda (bandiera) | D     | Brian McCarthy       |
|    | Irlanda (bandiera) | D     | Tom King             |
|    | Irlanda (bandiera) | D     | Jordan McMillan      |
|    | Irlanda (bandiera) | D     | Kevin Cronin         |
|    | Irlanda (bandiera) | D     | Michael Lee          |
|    | Irlanda (bandiera) | C     | Colm Jinks           |

| N. |                    | Ruolo | Calciatore      |
| -- | ------------------ | ----- | --------------- |
|    | Irlanda (bandiera) | C     | Carmine Russo   |
|    | Irlanda (bandiera) | C     | Gary Curran     |
|    | Irlanda (bandiera) | C     | Michael Foley   |
|    | Irlanda (bandiera) | C     | Jason McCartney |
|    | Irlanda (bandiera) | C     | Neil McKenna    |
|    | Irlanda (bandiera) | A     | Derek Glynn     |
|    | Irlanda (bandiera) | A     | Darren McKenna  |
|    | Irlanda (bandiera) | A     | Adrian Murphy   |
|    | Irlanda (bandiera) | A     | Liam Lynch      |